# Ли Да-хи
Ли Да Хи (кор. 이다희; I Da-hui; англ. Lee Da-hee) — южнокорейская актриса, модель и телеведущая. Стала известна благодаря ролям в телесериалах «Тайна» (2013), «Королева детектива» (2017) и «Внутренняя красота» (2018).

## Карьера
В возрасте 17 лет Ли Да Хи участвовала в конкурсе моделей SBS Super Elite, в котором стала финалисткой. Она начала свою актёрскую карьеру с ролей второго плана в телевизионных драмах «Легенда» (2007), «Королева гольфа» (2011) и «Тайна» (2013), а также в фильмах, включая «Гармония» в 2010 году.
В 2011 году Да хи была приглашена в качестве MC на кулинарное шоу Food Essay и Entertainment Weekly (2015—2016). С 2017-го по 2018 год актриса участвовала в документальном реалити-шоу Law of the Jungle.
Она появилась в популярной судебной драме «Я слышу твой голос» в 2013 году с Ли Чжон Соком в главных ролях, а затем в телесериале 2014 года «Большой человек». Популярность актрисы ещё больше возросла после съёмок в полицейской драме 2015 года «Миссис Коп».
В 2016 году Ли подписала контракт с компанией Huayi Brothers.
В 2018 году актриса снялась в романтической комедии «Внутренняя красота» с Со Хён Чжин и Ан Чжэ Хёном в главных ролях. В феврале Да Хи была приглашена в качестве гостя на телешоу Running Man в первом сезоне.
Актриса сыграла одну из трёх главных женских ролей в романтической драме «Поиск: WWW» (2020). 3 июля она была объявлена ведущей реалити-шоу Queendom, премьера которого состоялась в конце августа, а 11 марта 2020 года в его продолжении — Road to Kingdom. С 2021 года по 2023-й Да Хи также вела шоу Single’s Inferno от Netflix.
В ноябре 2022 года Ли подписала контракт с агентством Ghost Studio вместе с актёром Чжу Воном и певицей Пак Су А, покинув Huayi Brothers.
В 2024 году актриса стала ведущей телешоу Build Up: Vocal Boy Group Survival.

## Другие виды деятельности

### Модель
В 2019 году Да Хи сотрудничала с компанией Health Balance на протяжении двух лет. В 2021 году Ли снялась в рекламе одежды GRITEE, а в 2022-м — продукции Maeil. Да Хи для журнала BAZAAR в 2020 году. В 2020 году актриса снялась для декабрьского выпуска журнала BAZAAR.
В 2020 году актриса снялась для декабрьского выпуска журнала BAZAAR.

### Телеведущая
Ли Да Хи вела Golden Disc Awards на протяжении трёх лет с певцом Сон Си Гёном, актёрами Ли Сын Ги, Пак Со Дам и Никхуном.

## Фильмография
| Год  | Название       | Роль      | Ссылки |
| ---- | -------------- | --------- | ------ |
| 2008 | Дарящий любовь | Чан На Рэ | [ 27 ] |
| 2010 | Гармония       | Гон На Ён | [ 28 ] |

### Телесериалы
| Год       | Название                             | Роль                | Ссылки |
| --------- | ------------------------------------ | ------------------- | ------ |
| 2003      | Тысяча лет любви                     | Девушка из кафе     | [ 29 ] |
| 2004      | Навстречу шторму                     | Ли Чжон Ён          | [ 30 ] |
| 2005      | Грустная история любви               | Кан Син Хи          | [ 31 ] |
| 2007      | Аэропорт                             | Хан И Гён           | [ 32 ] |
| 2007      | Легенда                              | Гакдан              | [ 33 ] |
| 2008      | The Secret of Coocoo Island          | Ли Да Хи            | [ 34 ] |
| 2011      | Королевская семья                    | Прокурор Ли Ю Сон   | [ 35 ] |
| 2011      | Хочу романтики                       | Ли Мин Чон          | [ 36 ] |
| 2011      | Королева гольфа                      | Мин Хэ Рён          | [ 37 ] |
| 2011      | Спасти мадам Го                      | О Ын Ми             | [ 38 ] |
| 2012      | Добро пожаловать, дождь, в мою жизнь | Хан Да Би           | [ 39 ] |
| 2013      | Я слышу твой голос                   | Со До Ён            | [ 4 ]  |
| 2013      | Тайна                                | Син Се Ён           | [ 40 ] |
| 2014      | Большой человек                      | Со Ми Ра            | [ 11 ] |
| 2015      | Миссис Коп                           | Мин До Ян           | [ 12 ] |
| 2018      | Королева детектива                   | Чон Хи Ён/Со Хын Су | [ 41 ] |
| 2018      | Внутренняя красота                   | Кан Са Ра           | [ 42 ] |
| 2019      | Поиск: WWW                           | Чха Хэ Ён           | [ 43 ] |
| 2021      | Л.У.К.А: Начало                      | Гу Рым              | [ 44 ] |
| 2022      | Ледяной роман                        | Гу Ё Рым            | [ 45 ] |
| 2022—2023 | Остров                               | Вон Ми Хо           | [ 46 ] |
| 2024      | S Line                               | Гю Чжин             | [ 47 ] |

## Музыкальные видео
| Год  | Название                 | Исполнитель | Ссылки |
| ---- | ------------------------ | ----------- | ------ |
| 2007 | «To Some Degree of Love» | Tim         |        |
| 2011 | «엠스트리트»             | M. Street   |        |
| 2012 | «Far Away… Young Love»   | C-Clown     |        |
| 2013 | «Missing You Today»      | Davichi     |        |
| 2014 | «Pillow»                 | Davichi     |        |
| 2015 | «The New Journey»        | Tei         |        |

## Дискография

### Синглы
| Название                                   | Год  | Альбом                      | Ссылки |
| ------------------------------------------ | ---- | --------------------------- | ------ |
| «기다림»                                   | 2015 | 영화감독이다 OST Part.2     | [ 48 ] |
| «You In The TV (Tv에서 보는 그대 모습은)»  | 2019 | Поиск: WWW OST Part 6       | [ 49 ] |
| «Your Eyes (Acoustic Ver.)»                | 2021 | Л.У.К.А.: Начало OST Part 3 | [ 50 ] |
| «I Want Love» (사랑을 원해) (С Цой Си Вон) | 2022 | Ледяной роман OST Part 3    | [ 52 ] |

## Награды и номинации
| Церемония награждения     | Год  | Категория                                   | Номинант                   | Результат | Ссылки        |
| ------------------------- | ---- | ------------------------------------------- | -------------------------- | --------- | ------------- |
| Korea Drama Awards        | 2013 | Excellence Award, Actress                   | Я слышу твой голос         | Номинация | [ 53 ]        |
| SBS Drama Awards          | 2013 | New Star Award                              | Я слышу твой голос         | Победа    | [ 54 ]        |
| SBS Drama Awards          | 2013 | Excellence Award, Actress in a Miniseries   | Я слышу твой голос         | Номинация | [ 55 ]        |
| SBS Drama Awards          | 2015 | Special Award, Actress in a Miniseries      | Миссис Коп                 | Победа    | [ 56 ]        |
| KBS Drama Awards          | 2013 | Best Supporting Actress                     | Тайна                      | Победа    | [ 57 ]        |
| KBS Drama Awards          | 2014 | Popularity Award, Actress                   | Большой человек            | Победа    | [ 58 ]        |
| MBC Entertainment Awards  | 2015 | Top Female Excellence Award in Variety Show | Real Men: Female Edition 2 | Номинация | [ 59 ]        |
| SBS Entertainment Awards  | 2018 | Best Challenge Award                        | Running Man                | Номинация | [ 60 ] [ 61 ] |
| Asia Artist Awards        | 2018 | Asia Brilliant Award                        | Внутренняя красота         | Победа    | [ 62 ]        |
| Baeksang Arts Awards      | 2019 | Best Supporting Actress — Television        | Внутренняя красота         | Номинация | [ 63 ]        |
| Blue Dragon Series Awards | 2022 | Best New Female Entertainer                 | Single’s Inferno           | Номинация | [ 64 ]        |